# Richia herculeana
Richia herculeana är en fjärilsart som beskrevs av William Schaus 1898. Richia herculeana ingår i släktet Richia och familjen nattflyn. Inga underarter finns listade.